# Corpo estriado

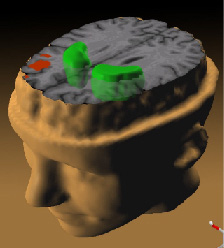
Corpo estriado em verde

O corpo estriado é um dos núcleos de base do diencéfalo. É formado pelo núcleo caudado e pelo núcleo lentiforme, que é o conjunto do putâmen e do globo pálido. É a estação de entrada principal do sistema dos gânglios basais fazendo ligação com o córtex cerebral. Nos primatas (incluindo os humanos), o estriado é dividido por um intervalo de substância branca chamada cápsula interna em dois setores chamado o núcleo caudado e o putâmen.
Possui grande número de receptores colinérgicos, gabaérgicos e dopaminérgicos. A parte evolutivamente mais recente é chamada de neoestriado e a mais primitiva de paleoestriado.
É uma das áreas mais afetadas pelas Demências como Alzheimer, Parkinson e doença de Huntington e também na epilepsia e problemas na coordenação motora (discinesias). Também parece estar associado a síndrome de Tourette, transtorno obsessivo compulsivo e o transtorno afetivo bipolar.